# Woltersdorf (Schleswig-Holstein)
Pour les articles homonymes, voir Woltersdorf.
Woltersdorf est une commune allemande du Schleswig-Holstein, située dans l'arrondissement du duché de Lauenbourg (Kreis Herzogtum Lauenburg), à sept kilomètres au sud-ouest de la ville de Mölln. Woltersdorf est l'une des onze communes de l'Amt Breitenfelde dont le siège est à Breitenfelde.